# Sistema tributario de España
El sistema tributario español es el conjunto de tributos que son exigidos por los distintos niveles de las Haciendas Públicas de España. De acuerdo con lo establecido en la Constitución española de 1978 cabe distinguir tres subsistemas tributarios: el estatal, el autonómico y el local.

## Historia
El punto de inicio del actual sistema tributario español es la reforma tributaria de 1845, impulsada por Alejandro Mon, que supuso una amplia unificación fiscal de todo el territorio y simplificó el cuadro de impuestos existentes. La reforma trataba de eliminar las trabas al crecimiento económico y así se suprimieron las aduanas interiores, los diezmos, la alcabala y los millones. En el nuevo sistema tributario se dio mucha más importancia a los impuestos directos que a los indirectos.
En 1900 se llevó a cabo una importante reforma fiscal, siendo ministro de Hacienda Raimundo Fernández Villaverde, que estableció la figura de la Contribución sobre Utilidades de la Riqueza Mobiliaria, que gravaba rentas del trabajo, del capital y mixtas. En 1940, con motivo de la finalización de la Guerra Civil, el sistema tributario fue objeto de una reforma que afectaba a casi todos los impuestos existentes, que se limitó a ampliar las bases imponibles y elevar los tipos impositivos. Estas modificaciones supusieron una elevación teórica de la presión fiscal, aunque la evasión generalizada impidió el crecimiento efectivo de la presión existente. 
En 1957, ante la insuficiencia del sistema para financiar las cargas existentes, y como preparación de lo que dos años después sería el Plan Nacional de Estabilización Económica, el sistema fiscal se transformó para tratar de incrementar la recaudación. Se trató de racionalizar el conjunto de tributos estatales a través de una sistematización más adecuada y por otra parte corregir la insuficiencia del sistema, tratando de atajar el fraude fiscal. Esto se realizó a través de la utilización de los sistemas de evaluaciones globales y convenios con grupos de contribuyentes.
La actual estructura del sistema fiscal del Estado procede del año 1977, en virtud de la profunda reforma impulsada por el ministro Francisco Fernández Ordóñez, tras las Elecciones generales de España de 1977, que modernizó definitivamente el sistema fiscal español y lo preparó para la integración en Europa.

## Principios del sistema tributario español
El sistema tributario español se basa en los siguientes principios:
1. Principio de igualdad y generalidad
Todos los españoles son iguales a la hora de pagar los tributos.
2. Principio de capacidad económica
Es la cantidad de ingresos o riqueza que un ciudadano posee, por lo tanto los tributos tendrán que tener en cuenta esta capacidad a la hora de determinar lo que cada ciudadano debe pagar.
3. Principio de progresividad
Cuanta más capacidad económica tenga una persona, más tributos pagará de forma progresiva.
4. Principio de no confiscatoriedad
La tributación no podrá ser superior a la renta o patrimonio gravado.
5. Principio de legalidad
El artículo 133 de la Constitución establece que el único que tiene poder para establecer los tributos es el Estado mediante Ley.

## Sistema tributario estatal
El estado y los otros entes públicos son los protagonistas de la actividad financiera, que tiene como objeto la realización de gastos públicos encaminados a satisfacer el bien común. Para realizar estos objetivos el estado necesita unos ingresos que se obtienen mayoritariamente a través de los tributos.
En España el marco legal que define el sistema fiscal está compuesto por las siguientes leyes:
1. Constitución Española
2. Ley General Tributaria (58/2003 del 17 de diciembre)
3. Ley General Presupuestaria
4. Las leyes que regulan cada tributo
5. Los reglamentos que desarrollan las leyes tributarias

La actual estructura del sistema fiscal del Estado procede del año 1977, año en que fue objeto de profunda modificación y adaptación a la legislación y a las necesidades financieras de la época, está compuesto por los siguientes impuestos:

### Impuestos directos
- Impuesto sobre la Renta de las Personas Físicas (IRPF). Es un impuesto directo que grava los ingresos obtenidos por las personas físicas en España. Se aplica a los residentes fiscales en España y tiene en cuenta diferentes fuentes de ingresos, como el trabajo por cuenta ajena, los rendimientos de actividades económicas, el capital mobiliario e inmobiliario, entre otros. El IRPF se estructura en diferentes tramos impositivos, donde los contribuyentes deben declarar sus ingresos y aplicar los tipos impositivos correspondientes.
- Impuesto sobre la Renta de No Residentes (IRNR). Es un impuesto que grava los ingresos obtenidos por personas y entidades no residentes en España. Se aplica a los ingresos obtenidos en territorio español, como alquileres de propiedades o beneficios de actividades económicas, cuando no exista un establecimiento permanente en el país. El IRNR se rige por unas normas específicas y utiliza tipos impositivos diferentes a los del IRPF.
- Impuesto sobre Sociedades: Es un impuesto directo que grava los beneficios obtenidos por las sociedades y entidades jurídicas que desarrollan actividades económicas en España. Se aplica tanto a sociedades residentes en España como a sociedades no residentes con establecimiento permanente en el país. Las empresas deben calcular su base imponible, aplicar el tipo impositivo correspondiente y presentar la declaración de este impuesto.
- Impuesto sobre Sucesiones y Donaciones: Es un impuesto directo que se aplica a las adquisiciones por herencia, legado o donación de bienes y derechos en España. Se grava la transmisión de patrimonio de una persona fallecida a sus herederos o de una persona viva que realiza una donación. La cuantía del impuesto y las exenciones pueden variar en función del grado de parentesco entre el donante o fallecido y el receptor, así como del valor de los bienes transmitidos.

### Impuestos indirectos
- Impuesto sobre el Valor Añadido (IVA): Es un impuesto indirecto que grava el consumo de bienes y servicios en España. Se aplica a nivel nacional y comunitario y se añade al precio final de los productos o servicios. El IVA se aplica en diferentes tipos impositivos, dependiendo de la naturaleza de los bienes o servicios, y las empresas actúan como recaudadoras en nombre del Estado. En las Islas Canarias, así como en Ceuta y Melilla, se aplican regímenes especiales de IVA conocidos como Impuesto General Indirecto Canario (IGIC) e Impuesto sobre la Producción, los Servicios y la Importación (IPSI). Estos regímenes permiten la aplicación de tipos impositivos reducidos o exenciones en algunos productos o servicios, debido a la condición de estas regiones como territorios extrapeninsulares.
- Impuestos Especiales: Son impuestos indirectos que se aplican a ciertos productos considerados especiales, como el alcohol, el tabaco, los productos energéticos (como la gasolina) y otros productos sujetos a regulaciones específicas. Estos impuestos tienen una finalidad tanto fiscal como reguladora, y se aplican en diferentes etapas de la cadena de producción y distribución de dichos productos.
- Impuesto sobre las Primas de Seguros: Es un impuesto directo que grava las primas de los contratos de seguros en España. Se aplica a las primas pagadas por los asegurados y se calcula en función de la prima neta de los contratos de seguro. El tipo impositivo varía según el tipo de seguro contratado.
- Impuesto sobre Transmisiones Patrimoniales y Actos Jurídicos Documentados (ITP y AJD): Es un impuesto indirecto que grava las transmisiones patrimoniales onerosas, como la compraventa de viviendas y otros bienes, así como los actos jurídicos documentados, como la formalización de escrituras públicas o la constitución de hipotecas. Su aplicación y tipos impositivos varían según la comunidad autónoma.

## Sistema tributario autonómico
El sistema de financiación y recaudación de las autonomías está regulado en la Ley Orgánica de Financiación de las Comunidades Autónomas, también conocida como LOFCA.
La Constitución impone una serie de límites en lo relativo a la facultad recaudatoria propia de las administraciones autonómicas. Habrán de respetar en todo caso la reserva de ley de los elementos esenciales del tributo, tendrán que seguir el principio de territorialidad, no podrán crear tributos aduaneros y tendrán que evitar la existencia privilegios económicos y sociales, así como respetar el principio de solidaridad con respecto al resto de autonomías.
Pese a la existencia de algunos tributos propios, creados por la propia comunidad autónoma sobre hechos imponibles no gravados por el Estado, o sobre materias no gravadas por impuestos locales (salvo autorización por ley estatal), gran parte de la masa recaudada proviene de impuestos estatales cuya recaudación va a parar, en parte o en su totalidad, a las arcas autonómicas.
Deben diferenciarse los ingresos tributarios de las comunidades autónomas bajo el régimen general y los derivados del régimen peculiar de Concierto o Convenios Económicos que tienen establecido el País Vasco y Navarra.

### Régimen general

#### Tributos propios
Las comunidades autónomas pueden establecer tributos propios sobre hechos imponibles no gravados por el Estado, o sobre materias no gravadas por las administraciones locales (6.2 LOFCA). Sólo podrán crear impuestos sobre materias gravadas por impuestos locales si existe una ley estatal que lo autoriza, tal y como indica el artículo 6.3 de la LOFCA.
Pese a la gran variedad de sistemas (prácticamente uno por cada autonomía), los impuestos propios pueden clasificarse en los siguientes grupos:
- Impuestos sobre el juego: impuestos que recaen sobre el bingo en Andalucía, Asturias, Islas Baleares, Castilla-La Mancha, Galicia, Región de Murcia y Comunidad Valenciana. En el caso de la Comunidad de Madrid, no sólo existe tal impuesto, sino que además se da un recargo sobre la tasa estatal que recae sobre los casinos.
- Impuestos medioambientales: se trata de la clase más generalizada, incluyendo el impuesto sobre emisiones de gases, el canon de saneamiento de agua, el impuesto sobre vertidos, el impuesto sobre depósitos de residuos, el impuesto sobre instalaciones peligrosas y, finalmente, el impuesto sobre transporte por cable. Este último aplica sobre las estaciones de esquí de Aragón, mientras que el resto se recauda en Andalucía, Asturias, Islas Baleares, Castilla-La Mancha, Cataluña, Extremadura, Galicia, La Rioja, Comunidad de Madrid, Región de Murcia y Comunidad Valenciana, así como en la ya mencionada comunidad autónoma de Aragón.
- Impuestos sobre la renta potencial: En Andalucía existe el Impuesto sobre Tierras Infrautilizadas. Antiguamente, Extremadura poseía el Impuesto sobre Dehesas calificadas de Deficiente Aprovechamiento, tributo que fue derogado.
- Impuestos sobre grandes superficies comerciales: A finales de 2007 existe un recurso de inconstitucionalidad pendiente de ser resuelto. Se da en Cataluña, Asturias y Aragón.
- Impuesto sobre Depósitos de las Entidades de Crédito: Se da en Extremadura y en Andalucía
- Impuesto sobre aprovechamientos cinegéticos: Propio de Extremadura.

#### Tributos cedidos
Existen una serie de impuestos estatales cuya gestión y recaudación ha sido cedida por completo a las comunidades autónomas. Son los siguientes:
- Impuesto sobre el Patrimonio.
- Impuesto sobre Transmisiones Patrimoniales y Actos Jurídicos Documentados.
- Impuesto sobre Sucesiones y Donaciones.
- Impuesto Especial sobre Determinados Medios de Transporte.
- Impuesto sobre las Ventas Minoristas de Determinados Hidrocarburos.
- Tributos sobre el Juego.

Junto a estos tributos, existen otros cuya gestión corresponde al Estado, que cede un porcentaje determinado de la recaudación a las autonomías. Se cede la recaudación de una fracción de la tarifa autonómica del IRPF, y una parte del IVA, de los Impuestos Especiales de Fabricación sobre la Cerveza, sobre el Vino y Bebidas Fermentadas, sobre Productos Intermedios, sobre el Alcohol y Bebidas Derivadas, sobre Labores del Tabaco, sobre Hidrocarburos y el rendimiento cedido del Impuesto sobre la Electricidad.

## Sistema tributario local

### Municipios
Las Haciendas locales tienen a su disposición un conjunto de impuestos, cuyo establecimiento puede ser obligatorio, o en algunos casos potestativos. Al igual que sucede a nivel autonómico, los municipios que sean capitales de provincia o de comunidad autónoma y posean más de 75.000 habitantes se benefician de la cesión de la recaudación de ciertos impuestos estatales, principalmente para compensar la concesión de exenciones en el Impuesto sobre Actividades Económicas. 

#### Impuestos propios
Los impuestos que obligatoriamente han de recaudar los municipios son:
- Impuesto sobre Bienes Inmuebles (IBI)
- Impuesto sobre Actividades Económicas (IAE)
- Impuesto sobre Vehículos de Tracción Mecánica (IVTM)

De igual manera, entre los impuestos que los municipios pueden recaudar voluntariamente se encuentran los siguientes:
- Impuesto sobre Construcciones, Instalaciones y Obras (ICIO)
- Impuesto sobre el Incremento de Valor de los Terrenos de Naturaleza Urbana (IIVTNU)
- Impuesto sobre Gastos Suntuarios (Grava los cotos privados de caza y pesca)

#### Impuestos cedidos
A fecha de 2007, los municipios que cumplieran con los requisitos mencionados (capital de provincia o autonomía de más de 75.000 habitantes) se beneficiaban del 1,6875 % del IRPF de los residentes, del 1,7897 % del IVA y del 2,0454 % de los Impuestos especiales de fabricación. Tanto para el IVA como para estos últimos Impuestos Especiales de Fabricación se tiene en cuenta la estimación del consumo en el municipio que realice el Instituto Nacional de Estadística (España).

### Otras entidades locales
Las Provincias carecen de impuestos propios, aunque tienen derecho a un recargo sobre el Impuesto de Actividades Económicas, que a fecha de 2007 llegaba hasta el 40 %. También tienen un pequeño porcentaje de la recaudación obtenida de los impuestos estatales cedidos a los municipios.
Las denominadas áreas metropolitanas obtienen un recargo que llega al 0,2 % sobre la base imponible del Impuesto sobre Bienes Inmuebles.

## Importancia relativa de las distintas figuras

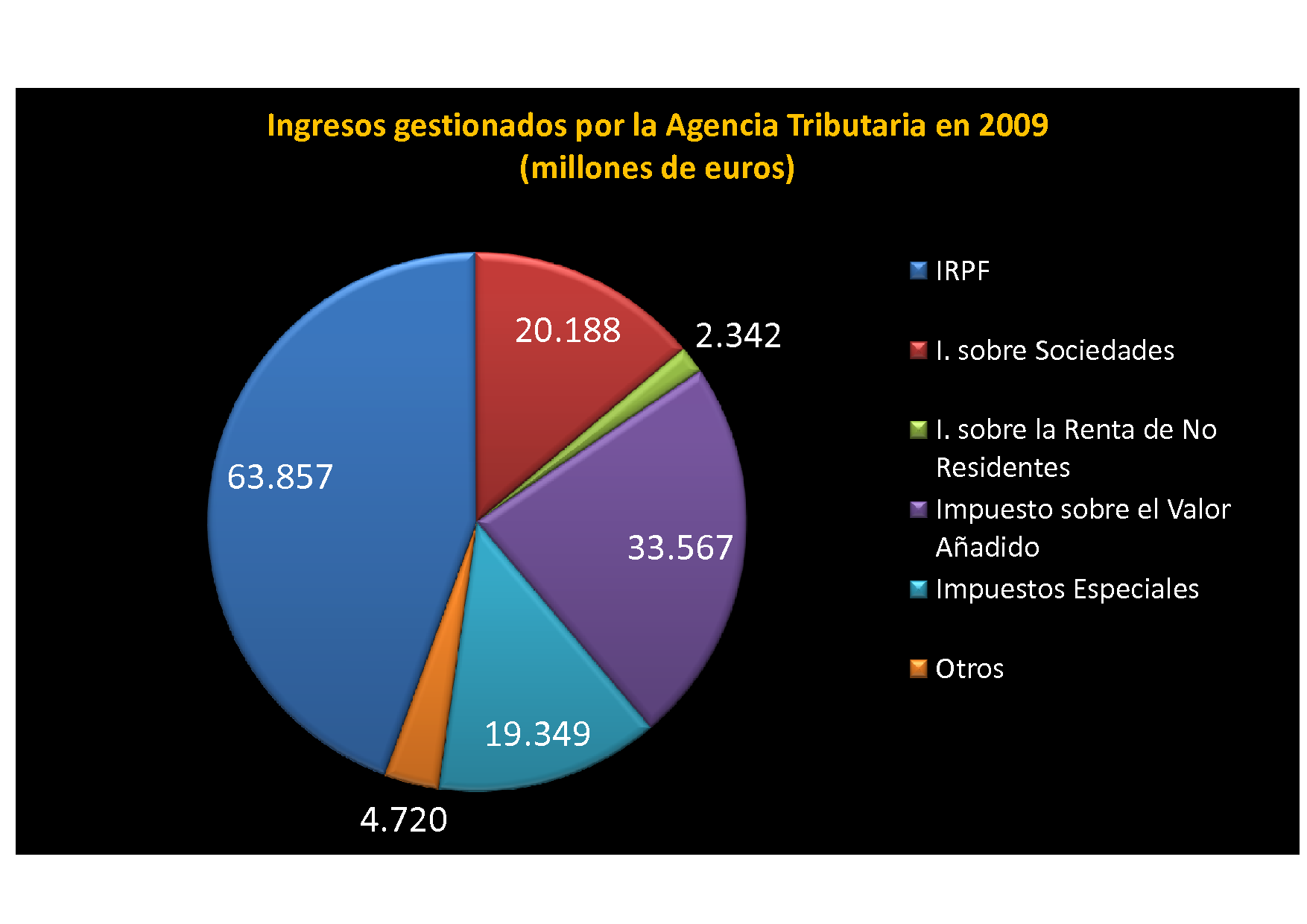
Ingresos gestionados por la AEAT en 2009.

Según la memoria de 2009 de la AEAT, la recaudación tributaria líquida en España fue de 144 023 millones de euros, que se reparten según el siguiente esquema (en millones de euros):
- Impuestos directos:
  - Impuesto sobre la renta de las personas físicas: 63 857.
  - Impuesto sobre sociedades: 20 188.
  - Impuesto sobre la renta de los no residentes: 2342.

- Impuestos indirectos:
  - Impuesto sobre el valor añadido: 33 567.
  - Impuestos especiales: 19 349.

- TOTAL: 144 023

En enero de 2018, el ministro de Hacienda, Cristóbal Montoro, anunció que la recaudación de 2017 superaba en 11.733 millones de euros la del año 2016, con un 6,3% de mejora, con lo que se llegaba a los 197.982 millones de euros, cantidad próxima al récord histórico de 2007, dando por superada la crisis económica.

## Recaudación Tributaria en España
| Recaudación Tributaria Líquida de España entre 2002 y 2017 (en miles de millones de euros) |
| ------------------------------------------------------------------------------------------ |
|                                                                                            |
| Fuente: AEAT                                                                               |
| Gráfica elaborada por: Wikipedia                                                           |